# Giáp Ngọ

Giáp Ngọ (chữ Hán: 甲午) là kết hợp thứ 31 trong hệ thống đánh số Can Chi của người Á Đông. Nó được kết hợp từ thiên can Giáp (Mộc dương) và địa chi Ngọ (Ngựa). Trong chu kỳ của lịch Trung Quốc, nó xuất hiện trước Ất Mùi và sau Quý Tỵ.

## Các năm Giáp Ngọ
Giữa năm 1700 và 2200, những năm sau đây là năm Giáp Ngọ (lưu ý ngày được đưa ra được tính theo lịch Việt Nam, chưa được sử dụng trước năm 1967):
- 1714
- 1774
- 1834
- 1894
- 1954 (3 tháng 2, 1954 – 23 tháng 1, 1955)
- 2014 (31 tháng 1, 2014 – 18 tháng 2, 2015)
- 2074 (27 tháng 1, 2074 – 14 tháng 2, 2075)
- 2134
- 2194

## Sự kiện năm Giáp Ngọ
- 1894 - Chiến tranh Giáp Ngọ
- 1954 - Chiến dịch Điện Biên Phủ